# Martha Lund Olsen
Martha Lund Olsen (* 28. April 1961 in Upernavik) ist eine grönländische Politikerin (Siumut) und Beamte.

## Leben

### Frühe Karriere
Martha Lund Olsen ist die Tochter des Oberlehrers Louis Olsen († 2003) und der Oberlehrerin Ane Lund und damit die jüngere Schwester des Politikers Johan Lund Olsen (* 1958).
Sie wurde in Kopenhagen zur Sozialberaterin und Therapeutin ausgebildet und studierte anschließend noch an der Sozialen Hochschule in Kopenhagen und am Ilisimatusarfik in Nuuk. Sie schloss ihre Ausbildung 1987 ab. Von 1993 bis 1998 sowie von 2000 bis 2001 war sie Leiterin des Regionalbüros Mitte. Von 2001 bis 2003 war sie Leiterin der Abteilung für Heimerziehung. Von 2003 bis 2005 war sie Rektorin der grönländischen Sozialberaterausbildung. 2005 wurde sie Direktorin im Direktorat für Familie und Justiz, später mit dem Titel Departementschefin.

### Politische Karriere
Sie trat erstmals bei der Parlamentswahl 2013 an, um einen Parlamentssitz zu erlangen. Dieses Ziel verpasste sie jedoch mit nur 64 Stimmen. Dennoch wurde sie anschließend von Aleqa Hammond als Justiz- und Familienministerin ins Kabinett Hammond I und noch im selben Jahr ins Kabinett Hammond II berufen. Am 3. Oktober 2014 wurde sie zudem interim zur Ministerin für Bildung, Kirche, Kultur und Gleichberechtigung ernannt.
Knapp zwei Monate später fand die Parlamentsneuwahl statt, bei der Martha Lund Olsen 226 Stimmen erhielt, die viertmeisten aller Siumut-Kandidaten. Damit zog sie erstmals in Inatsisartut ein. Von Kim Kielsen wurde sie anschließend ins Kabinett Kielsen I berufen, wo sie zur Sozial-, Familien- und Gleichberechtigungsministerin ernannt wurde. Am 23. Mai 2016 übernahm sie zusätzlich das Justizressort von Mala Høy Kúko. Im Oktober 2016 wurde das Kabinett Kielsen II eingesetzt, wo Martha Lund Olsen zur Ministerin für Kommunen, Dörfer, Infrastruktur und Wohnwesen ernannt wurde.
Im Januar 2017 äußerte sie Kim Kielsen gegenüber den Wunsch bei der Kommunalwahl 2017 anzutreten, woraufhin der sie am 27. Januar zu ihrer Überraschung als Ministerin entließ. Sie nahm daraufhin ihren Parlamentssitz wahr. Im Mai erreichte sie in der Kommuneqarfik Sermersooq mit 482 Stimmen die meisten Stimmen für die Siumut und damit einen Sitz im Kommunalrat, musste sich aber der amtierenden Bürgermeisterin Asii Chemnitz Narup mit 2259 Stimmen geschlagen geben.

### Nach dem Rückzug aus der Politik
Ende 2017 wurde sie Sozialdirektorin der Kommuneqarfik Sermersooq, weswegen sie sich im Kommunalrat beurlauben ließ. Auch bei der Parlamentswahl 2018 trat sie deswegen nicht erneut an. Ihr Arbeitsvertrag lief Ende 2021 aus und sie wurde von Martha Abelsen abgelöst, während sie selbst Anfang 2022 zur Wohlfahrtsdirektorin der Qeqqata Kommunia ernannt wurde. Dort trat sie Mitte 2023 zurück und wurde von Paneeraq Olsen abgelöst. Anschließend wurde sie Vorsitzende der Sozialberatergewerkschaft NIISIP.